# Horst von Sanden

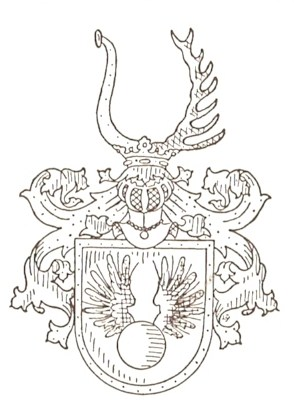
Brasão da família von Sanden

Horst Georg Julius Alfred von Sanden (Suwałki, Rússia, 26 de dezembro de 1883 — Erlangen, 19 de março de 1965) foi um matemático alemão.

## Vida
Sanden descende de uma família nobre da Prússia Oriental, que em 1796 foi alçada à nobreza prussiana, filho de Kurt von Sanden (1842–1901), administrador de uma propriedade na baixa Gielgudyszky em Suwałki, e de Olga Mielke (1855–1891).
De 1893 até a páscoa de 1903 frequentou o Ginásio humanista em Tilsit, que concluiu com o Abitur. Em seguida estudou a partir do semestre de verão de 1904 na Universidade Técnica de Munique, Universidade Técnica de Gdańsk e finalmente na Universidade de Göttingen. Em 1908 obteve o doutorado na Universidade de Göttingen, orientado por Carl Runge, com a tese Die Bestimmung der Kernpunkte in der Photogrammetrie. Em 1911 obteve a habilitação, tornando-se Privatdozent na Universidade de Göttingen. Sanden casou em 1912 com Luise Hütterott. Tiveram três filhos.
De 1912 a 1918 Sanden foi assistente no Instituto de Matemática Aplicada da Universidade de Göttingen. Durante toda a Primeira Guerra Mundial foi soldado ativo do exército, e desde 1915 primeiro-tenente da reserva. Após o fim da guerra foi em 1918 professor de matemática e mecânica da Universidade Técnica de Clausthal. Em 1922 tornou-se professor ordinário de geometria descritiva e matemática prática da Universidade de Hanôver, onde entre 1927 e 1929 Irmgard Flügge-Lotz foi sua assistente. De maio de 1934 a março de 1937 foi reitor da Universidade de Hanôver.
Em 1933 afiliou-se ao Partido Nacional Socialista Alemão dos Trabalhadores. No semestre de inverno de 1934/35 deu uma palestra sobre tecnologia militar para ca. 80 ouvintes com o tema Teoria, Técnica e Aplicação da Artilharia Marinha. Durante a Segunda Guerra Mundial trabalhou de agosto de 1939 a abril de 1945 em um regimento de notícias da Luftwaffe. Em 1945 seus bens foram confiscados, mas em 1949 ele foi desnazificado. Tornou-se professor emérito em 1 de abril de 1952.

## Condecorações
- Cruz de Ferro de 1ª Classe[3]
- 1957: Grã-Cruz de Mérito da Bundesverdienstkreuz

## Obras
- Die Bestimmung der Kernpunkte in der Photogrammetrie. Dissertation. Universität Göttingen. Dieterich, Göttingen 1908.